# Genowefa Kuśmierek
Genowefa Kuśmierek z domu Żyła (ur. 18 lutego 1942 w Raniżowie) – polska prządka i polityk, posłanka na Sejm PRL IX kadencji.

## Życiorys
Córka Józefa i Franciszki. Z zawodu prządka. W 1958 podjęła pracę w Zakładach Przemysłu Bawełnianego im. Dąbrowszczaków w Bielawie. Pełniła funkcję I sekretarza Podstawowej Organizacji Partyjnej Polskiej Zjednoczonej Partii Robotniczej w Przędzalni „B”. Była także członkiem egzekutywy Komitetu Wojewódzkiego tej partii w Wałbrzychu. Od 1985 do 1989 pełniła mandat posłanki na Sejm PRL IX kadencji z okręgu Wałbrzych, zasiadając w Komisji Regulaminowej i Spraw Poselskich oraz w Komisji Nadzwyczajnej do rozpatrzenia projektu ustawy o zasadach udziału młodzieży w życiu państwowym, społecznym, gospodarczym i kulturalnym. W latach 1986–1990 była członkinią Komitetu Centralnego PZPR.